# Dischides ovalis
Dischides ovalis är en blötdjursart som beskrevs av Charles Hercules Boissevain 1906. Dischides ovalis ingår i släktet Dischides och familjen Gadilidae. Inga underarter finns listade i Catalogue of Life.